# Човић Поље (Доњи Жабар)
Човић Поље је насељено мјесто у општини Доњи Жабар, Република Српска, БиХ. Према попису становништва из 2013, у насељу је живјело 671 становника.
Човић Поље је због својих природних љепота све познатије као туристичко мјесто, најпосјећеније је љети, због језера које привлачи све више туриста који могу уживати поред воде, пецати, сунчати се и уживати у разним гурманским јелима.
Такође, од 2017. године још увијек неформално делује Женска омладинска организација која је донијела многа добра младим дјевојкама и женама свих добних скупина.

## Историја
Током рата у БиХ, насеље су контролисале и браниле српске снаге. Дејтонским мировним споразумом, већи дио насеља Човић Поље је сачуван у Републици Српској (општина Доњи Жабар), а мањи дио је припао Федерацији БиХ односно општини Орашје.

## Становништво
Према попису становништва из 1991. године, мјесто је имало 796 становника.
| Демографија | Демографија | Демографија |
| Година      | Становника  | Становника  |
| ----------- | ----------- | ----------- |
| 1948.       | 837         |             |
| 1953.       | 898         |             |
| 1961.       | 917         |             |
| 1971.       | 899         |             |
| 1981.       | 862         |             |
| 1991.       | 796         |             |
| 2013.       | 671         |             |